# Dhuys-et-Morin-en-Brie
Dhuys-et-Morin-en-Brie é uma comuna francesa na região administrativa de Altos da França, no departamento de Aisne. Estende-se por uma área de 40,04 km². Em 2010 a comuna tinha 836 habitantes (densidade: 20,9 hab./km²).
A municipalidade foi estabelecida em 1 de janeiro de 2016 e consiste na fusão das antigas comunas de Artonges, La Celle-sous-Montmirail, Fontenelle-en-Brie e Marchais-en-Brie.